# Вілмінгтон-Манор (Делавер)
Вілмінгтон-Манор (англ. Wilmington Manor) — переписна місцевість (CDP) в окрузі Нью-Касл штату Делавер США. Населення — 7889 осіб (2010).

## Географія
Вілмінгтон-Манор розташований за координатами 39°41′9″ пн. ш. 75°35′7″ зх. д. / 39.68583° пн. ш. 75.58528° зх. д. (39.685822, -75.585224).  За даними Бюро перепису населення США в 2010 році переписна місцевість мала площу 4,03 км², уся площа — суходіл.

## Демографія
Згідно з переписом 2010 року, у переписній місцевості мешкало 7889 осіб у 2853 домогосподарствах у складі 2025 родин. Густота населення становила 1959 осіб/км².  Було 3039 помешкань (755/км²).
Расовий склад населення:
| - 68,6 % — білих - 15,5 % — чорних або афроамериканців - 1,1 % — азіатів - 0,5 % — корінних американців - 11,4 % — осіб інших рас |

До двох чи більше рас належало 3,0 %. Частка іспаномовних становила 19,7 % від усіх жителів.
За віковим діапазоном населення розподілялося таким чином: 24,2 % — особи молодші 18 років, 62,0 % — особи у віці 18—64 років, 13,8 % — особи у віці 65 років та старші. Медіана віку мешканця становила 36,7 року. На 100 осіб жіночої статі у переписній місцевості припадало 100,3 чоловіків;  на 100 жінок у віці від 18 років та старших — 96,7 чоловіків також старших 18 років.
Середній дохід на одне домашнє господарство  становив 61 876 доларів США (медіана — 52 695), а середній дохід на одну сім'ю — 67 517 доларів (медіана — 61 202). Медіана доходів становила 47 588 доларів для чоловіків та 39 506 доларів для жінок. За межею бідності перебувало 11,1 % осіб, у тому числі 17,5 % дітей у віці до 18 років та 8,9 % осіб у віці 65 років та старших.
Цивільне працевлаштоване населення становило 3719 осіб. Основні галузі зайнятості: освіта, охорона здоров'я та соціальна допомога — 24,0 %, науковці, спеціалісти, менеджери — 13,1 %, роздрібна торгівля — 13,0 %.